# 小行星5312
小行星5312（英語：5312 Schott）是一颗围绕太阳公转的小行星。1981年11月3日，佛蒙特·伯根在陶腾堡发现了此天体。
这颗小行星的绝对星等为281.9616355871777等。